# ادگار آلن پو (فیلم)
ادگار آلن پو (انگلیسی: Edgar Allan Poe) یک فیلم درام کوتاه و صامت به کارگردانی دیوید وارک گریفیت است که در سال ۱۹۰۹ منتشر شد. از بازیگران آن می‌توان به لیندا آرویدسون، آنیتا هندری و آرتور وی جانسون اشاره کرد.